# Armin Pfahl-Traughber

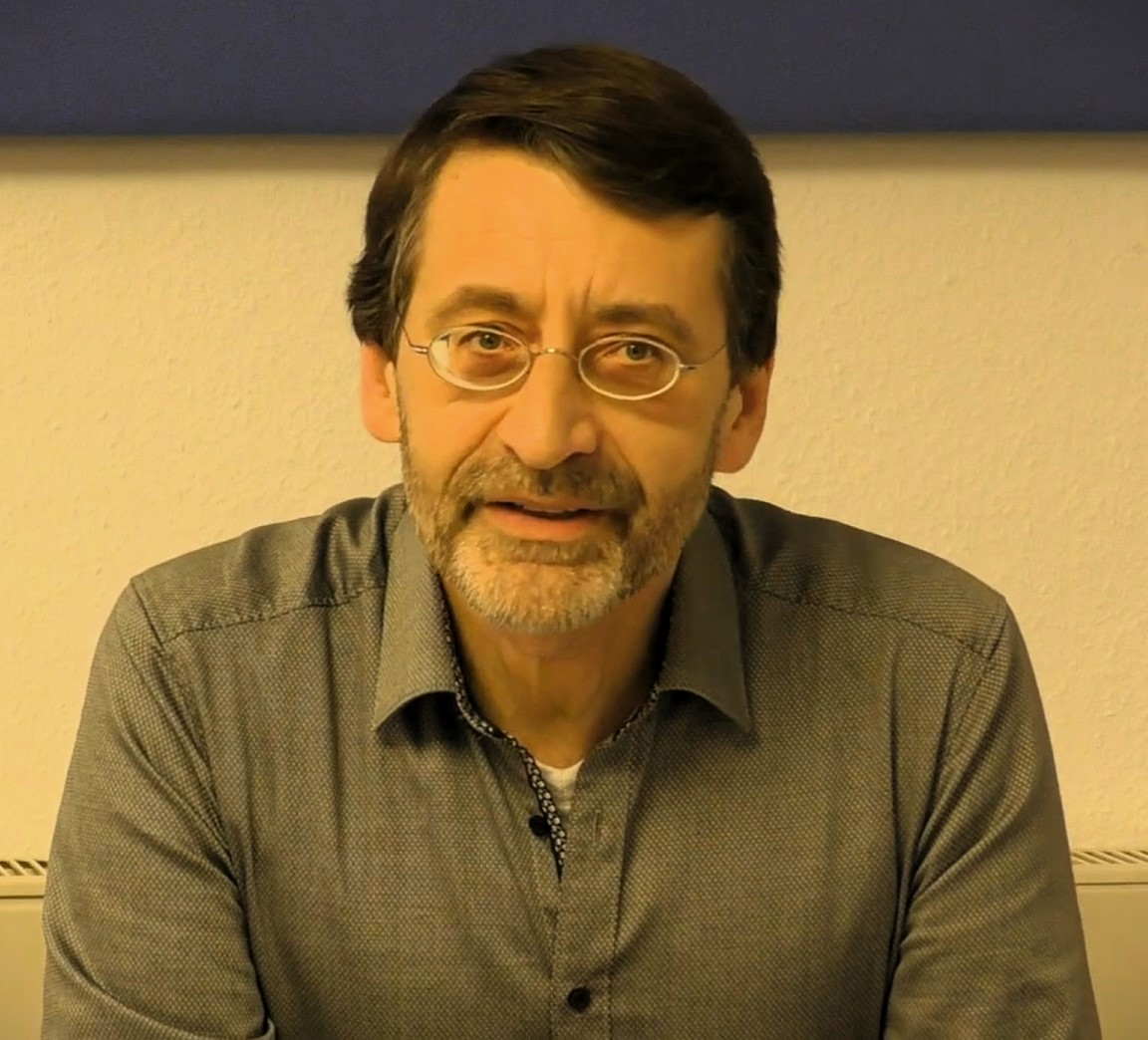
Armin Pfahl-Traughber

Armin Pfahl-Traughber (* 1963 in Ziegenhain, heute Stadtteil von Schwalmstadt) ist ein deutscher Politikwissenschaftler und Soziologe. Er war Referatsleiter in der Abteilung Rechtsextremismus im Bundesamt für Verfassungsschutz. Seit 2004 ist er hauptamtlicher Professor an der Hochschule des Bundes für öffentliche Verwaltung.

## Leben
Pfahl-Traughber studierte von 1981 bis 1988 Politikwissenschaft (Diplom) und Soziologie (Diplom) an der Gerhard-Mercator-Universität Duisburg und der Philipps-Universität Marburg. Er war Stipendiat der Friedrich-Naumann-Stiftung für die Freiheit und promovierte 1992 bei Julius H. Schoeps mit der Dissertation Der antisemitisch-antifreimaurische Verschwörungsmythos in der Weimarer Republik und im NS-Staat zum Dr. phil. Danach war er Lehrbeauftragter an der Universität Marburg.
Von 1994 bis 2004 war er wissenschaftlicher Mitarbeiter und Referatsleiter in der Abteilung für Rechtsextremismus im Bundesamt für Verfassungsschutz (BfV). Von 1998 bis 2004 hatte er einen Lehrauftrag an der Universität zu Köln inne. 2004 wurde er Professor an der Fachhochschule des Bundes für öffentliche Verwaltung im rheinischen Brühl. Außerdem ist er seit 2007 Lehrbeauftragter an der Rheinischen Friedrich-Wilhelms-Universität Bonn. Er ist Dozent an der Akademie für Verfassungsschutz in Heimerzheim. Zu seinen Forschungsschwerpunkten zählen unter anderem die Politische Ideengeschichte, der politische Extremismus, Terrorismus und Judenfeindlichkeit.

## Positionen

### Verständnis des Extremismusbegriffs
Pfahl-Traughber definiert Extremismus als „Sammelbezeichnung für unterschiedliche politische Bestrebungen, die sich gegen die Normen und Regeln eines demokratischen Verfassungsstaates richten und dabei durch ideologische Absolutheitsansprüche, politischen Autoritarismus, identitäres Gesellschaftsverständnis und Freund-Feind-Stereotype geprägt sind“. Die demokratietheoretisch begründete Auffassung, die einschlägige Normen und nicht den Staat ins Zentrum stellt, unterscheide sich von einer juristischen oder verfassungsschützerischen Sicht.
Darüber hinaus differenziert Pfahl-Traughber eine politische und soziale Dimension von Extremismus: Zur erstgenannten Form gehören die politischen Organisationen von politischen Parteien über Vereine bis zu Zellen. Mit sozialem Extremismus ist die Verbreitung einschlägiger Einstellungen und Mentalitäten in der Bevölkerung als Bestandteil der politischen Kultur gemeint. Auch in diesem Punkt gehe das Verständnis von Extremismus formal und inhaltlich über die Sichtweise der Verfassungsschutzbehörden hinaus.

### Autonome
Pfahl-Traughber bezeichnet die Autonomen als eine linksextremistisch ausgerichtete Subkultur, die in der Gewaltausübung ein legitimes Mittel politischen Engagements sieht. Gleichwohl gingen von ihr kaum Gefahren für die „Überwindung des politischen Systems“ aus. Ihre „tiefe lebensphilosophische Prägung“ lehne die „Prinzipien der Aufklärung und Moderne ab“ und knüpfe „unbewußt an das Gedankengut der Romantik an“.

### Neue Rechte
Pfahl-Traughber definiert die „Neue Rechte“ als eine geistige Strömung von Intellektuellen, die sich an der „Konservativen Revolution“ der Weimarer Republik orientieren. Da sich diese dezidiert gegen eine liberale Demokratie stellte, konstatiert er für ihre gegenwärtigen Anhänger eine eindeutig rechtsextremistische Ausrichtung. Demgegenüber meint Wolfgang Gessenharter, die „Neue Rechte“ stehe zwischen Konservativismus und Rechtsextremismus. Die Differenzen von Gessenharter und Pfahl-Traughber prägten die Forschungsdebatte zum Thema in den 1990ern.

### Reform der Verfassungsschutzarbeit
Bereits vor der öffentlichen Kritik an den Verfassungsschutz-Behörden mit Bezug auf die Nichterkennung der Mordserie des „Nationalsozialistischen Untergrundes“ plädierte Pfahl-Traughber für eine Reform des Verfassungsschutzes bezogen auf drei Gesichtspunkte: Erhöhung der Analysekompetenz, Klärung der Führungsproblematik und Verstärkung der Transparenz (Motto: „So viel Geheimhaltung wie nötig, so viel Transparenz wie möglich“). Dezidiert forderte er in einem „Plädoyer für eine Reform der Sicherheitsbehörden hin zu mehr Analyse“ die behördeninterne Gründung von Analyseeinheiten mit wissenschaftlichem Hintergrund in Gestalt von „Denkfabriken“, etwa ähnlich der „Forschungsstelle Terrorismus/Extremismus“ im Bundeskriminalamt.

## Kritik
Wolfgang Gessenharter warf Pfahl-Traughber methodischen Schematismus vor: Bei Phänomenen wie der Neuen Rechten differenziere er nicht hinlänglich: „Pfahl-Traughber behält bei seinen Untersuchungen prinzipiell den Blickwinkel des Verfassungsschutzes bei.“ Anders als Gessenharter, der die Neue Rechte in einer „Scharnierfunktion“ zwischen Konservatismus und Rechtsextremismus ansiedelt, ordnet Pfahl-Traughber die Neue Rechte dem Rechtsextremismus zu und hält Gessenharters Einschätzung für verharmlosend.
Der von Politikwissenschaftlern seinerseits zur „Neuen Rechten“ gezählte Hans-Helmuth Knütter meint zu Pfahl-Traughbers Definition von „Neue Rechte“: „Hier wird im Sinne eines Schlagwortes vom ‚Extremismus der Mitte‘ auf das Entstehen einer rechten intellektuellen Szene eingegangen, die als folgenreich gilt. Insofern ist dieser Aufsatz auch Ausdruck einer zunehmend von Denunziation, innenpolitischen Tabuisierungen und Feinderklärungen geprägten politischen Kultur Deutschlands. ... Hier wird nämlich der Extremismus-Verdacht weit über den Rahmen des verfassungsfeindlichen Rechtsextremismus ausgeweitet.“

## Mitgliedschaften
- Unabhängiger Expertenkreis Antisemitismus des Deutschen Bundestages (seit 2010)
- Beirat des Bündnisses für Demokratie und Toleranz[17]
- Beirat des Hans-Albert-Instituts (seit 2020)[18]

## Publizistik
Pfahl-Traughber publiziert seit Anfang der 1990er Jahre regelmäßig in verschiedenen Jahrbüchern, Zeitungen, Zeitschriften und Online-Projekten wie:
- diesseits – Das humanistische Magazin, Magazin des Humanistischen Verbands Deutschlands[19]
- Humanistischer Pressedienst[20]

Außerdem verfasste er 2002 einen Beitrag für das Handbuch Rechtsradikalismus. Seit 2008 gibt er das Jahrbuch für Extremismus- und Terrorismusforschung heraus. Er schrieb zudem in dem Monatsmagazin Mut.

## Schriften (Auswahl)
- Der antisemitisch-antifreimaurerische Verschwörungsmythos in der Weimarer Republik und im NS-Staat. Braumüller, Wien 1993, ISBN 3-7003-1017-X.
- Volkes Stimme? Rechtspopulismus in Europa. Dietz, Bonn 1994, ISBN 3-8012-3059-7
- Rechtsextremismus. Eine kritische Bestandsaufnahme nach der Wiedervereinigung (= Schriftenreihe Extremismus & Demokratie, Bd. 5). Bouvier, 2., erw. Aufl. 1995, ISBN 3-416-02547-4.
- Konservative Revolution und Neue Rechte. Rechtsextremistische Intellektuelle gegen den demokratischen Verfassungsstaat. Leske & Budrich, Opladen 1998, ISBN 3-8100-1888-0.
- Antisemitismus in der deutschen Geschichte. Leske & Budrich, Opladen 2002, ISBN 3-8100-3691-9.
- „Bausteine“ zu einer Theorie über „Verschwörungstheorien“: Definitionen, Erscheinungsformen, Funktionen und Ursachen. In: Helmut Reinalter (Hrsg.): Verschwörungstheorien: Theorie – Geschichte – Wirkung. StudienVerlag, Innsbruck-Wien-Bozen 2015, ISBN 978-3-7065-1510-8.
- Freimaurer und Juden, Kapitalisten und Kommunisten als Feindbilder rechtsextremistischer Verschwörungsideologien vom Kaiserreich bis zur Gegenwart. In: Uwe Backes (Hrsg.): Rechtsextreme Ideologien in Geschichte und Gegenwart. Böhlau, Köln 2003, S. 193–234.
- Staatsformen im 20. Jahrhundert I: Diktatorische Systeme. In: Alexander Gallus, Eckhard Jesse (Hrsg.): Staatsformen: Modelle politischer Ordnung von der Antike bis zur Gegenwart. Ein Handbuch. Böhlau Verlag, Köln/Weimar/Wien 2004, ISBN 978-3-412-07604-7, S. 223–280.
- Die Umwertung der Werte als Bestandteil einer Strategie der Kulturrevolution. Die Begriffsumdeutung von Demokratie durch rechtsextremistische Intellektuelle. In: Wolfgang Gessenharter, Thomas Pfeiffer (Hrsg.): Die Neue Rechte. Eine Gefahr für die Demokratie? Springer VS, Wiesbaden 2004, ISBN 3-8100-4162-9, S. 73–94.
- Rechtsextremismus in der Bundesrepublik. C. H. Beck, München 2000 (4., akt. Aufl. 2006), ISBN 978-3-406-47244-2.
- Antisemitische und nicht-antisemitische Israel-Kritik. Aufklärung und Kritik 1/2007.
- Die Islamismuskompatibilität des Islam. Aufklärung und Kritik 13/2007.
- Der „zweite Frühling“ der NPD: Entwicklung, Ideologie, Organisation und Strategie einer rechtsextremistischen Partei. Zukunftsforum Politik, Bd. 92, Konrad-Adenauer-Stiftung, 2008.
- Offener Demokratieschutz in einer offenen Gesellschaft. Öffentlichkeitsarbeit und Prävention als Instrumente des Verfassungsschutzes. Als Hrsg. mit Thomas Grumke, Budrich, Opladen 2010, ISBN 978-3-86649-297-4.
- Linksextremismus in Deutschland. Eine kritische Bestandsaufnahme. Springer VS, Wiesbaden 2014, ISBN 978-3-658-04506-7.
- Rechtsextremismus in Deutschland. Eine kritische Bestandsaufnahme. Springer VS, Wiesbaden 2019, ISBN 978-3-658-24275-6.
- Die AfD und der Rechtsextremismus. Eine Analyse aus politikwissenschaftlicher Perspektive. Springer VS, Wiesbaden 2019, ISBN 978-3-658-25179-6.
- „Islamophobie“ und „Antimuslimischer Rassismus“ – Dekonstruktion zweier Hegemoniekonzepte aus menschenrechtlicher Perspektive. In: Zeitschrift für Politik, 67. Jg., Nr. 2/2020, S. 133–152.
- Intellektuelle Rechtsextremisten. Das Gefahrenpotenzial der Neuen Rechten. Dietz, Bonn 2022, ISBN 978-3-8012-0630-7.[23]